# Erich Sonntag

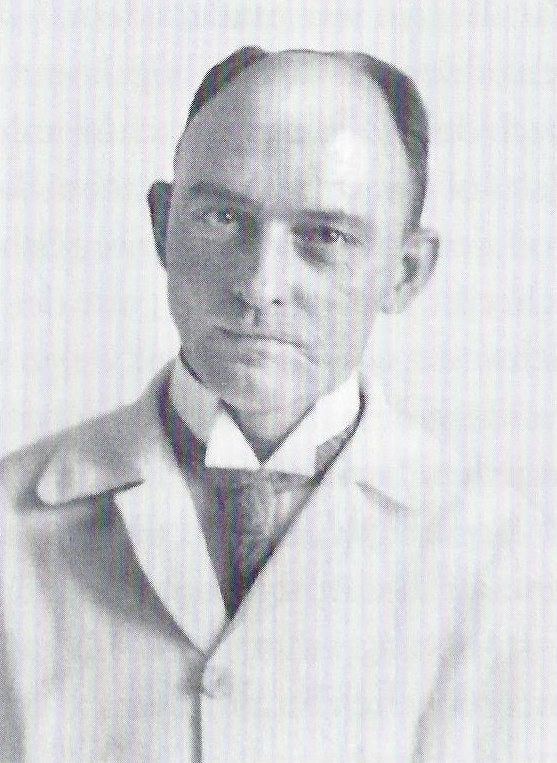
Erich Sonntag

Erich Sonntag (* 15. März 1881 in Gotha; † 30. März 1952 in Leipzig) war ein deutscher Chirurg und Hochschullehrer in Leipzig. 

## Leben
Sonntag studierte Medizin an der Rheinischen Friedrich-Wilhelms-Universität Bonn. 1899 wurde er Mitglied der Burschenschaft Frankonia Bonn. 1905  wurde er zum Dr. med. promoviert.
Die fachärztliche Ausbildung durchlief er im Universitätsklinikum Bonn, an der neuen Medizinischen Akademie Düsseldorf, am Stadtkrankenhaus Dresden-Johannstadt und am Inselspital. 1911 ging er als Chirurg zu Paul Leopold Friedrich an der Königsberger Chirurgie. Er wechselte an das Universitätsklinikum Leipzig und konnte sich dort 1916 habilitieren. Nachdem er als Privatdozent und Sanitätsoffizier am Ersten Weltkrieg teilgenommen hatte, wirkte er ab 1920 als a.o. Professor wieder in Leipzig. Ab 1922 leitete er die Poliklinik. Nach dem Zweiten Weltkrieg eröffnete er mit 64 Jahren eine Arztpraxis in Leipzig. Er starb zwei Wochen nach seinem 71. Geburtstag und wurde in Leipzig beigesetzt.

## Werke
- Grundriß der gesamten Chirurgie. 1920.
- Chirurgische Propädeutik. Leipzig 1925.
- Lehrbuch der Mund- und Kieferchirurgie. Leipzig 1930.
- Die Chirurgie des praktischen Arztes. Leipzig 1931.